# Tori Bowie
Frentorish "Tori" Bowie (Sand Hill, Misisipi, 27 de agosto de 1990-Horizon West, Florida, 23 de abril de 2023) fue una atleta estadounidense de pruebas de velocidad, especialista en 100 y 200 metros y salto largo.

## Primeros años
Bowie nació en el estado de Misisipi, con dos años, su madre la entregó a ella y a su hermana a un hogar de acogida. Su abuela obtuvo su custodia y la crio inculcándole una ética de trabajo que Bowie describió como "La regla número uno de mi abuela era que una vez que comienzas algo, no lo abandonas... ella nunca me dejaba rendirme." En el instituto comenzó a participar en competiciones de atletismo y baloncesto, ganando en 2007 varios campeonatos de escuelas secundarias del estado y en 2008 varios campeonatos estatales. Ganó una beca deportiva para asistir a la Universidad del Sur de Misisipi, graduándose en psicología y trabajo social. En 2011 ganó la primera de sus competiciones nacionales universitarias en salto y relevos. Comenzó a competir profesionalmente en atletismo en 2013.

## Carrera deportiva
En 2015, fue medallista de bronce en los 100 m con una marca de 10,86 en el Campeonato Mundial de Atletismo disputado en Pekín, solo superada por Shelly-Ann Fraser-Pryce (10s 76) y Dafne Schippers (10s 81). A finales de la temporada, ocupó también el tercer lugar general en la Liga de Diamante.
El 6 de mayo de 2016 ganó la etapa de Doha de la Liga de Diamante con 10,80, su mejor marca y récord personal. En agosto del mismo año consigue la medalla de plata en los 100 m de los Juegos Olímpicos de Río de Janeiro, con una marca de 10s 83, solo superada por la jamaicana Elaine Thompson (10s 71).
El 6 de agosto de 2017 se consagró campeona de los 100 metros en el mundial de Atletismo de Londres, venciendo a la marfileña Marie-Josée Ta Lou en el photo finish por una centésima.
En 2019, en el Campeonato Mundial de Doha en Catar terminó cuarta en la final.

## Muerte
Al empezar a notarse su ausencia, las autoridades la encontraron muerta en su casa el 2 de mayo de 2023 en Horizon West, Florida. Tenía 32 años y estaba embarazada de ocho meses. Su obituario indicó que según los resultados de la autopsia, su fallecimiento ocurrió el día 23 de abril al ponerse de parto prematuramente y sufrir eclampsia, dando a luz un mortinato. Los informes toxicológicos fueron negativos y pesaba solo 43 kg, muy por debajo de su peso cuando competía. Hacía tiempo que padecía depresión.

## Palmarés
| Fecha | Torneo                                  | Sede             | Resultado | Prueba    | Marca   |
| ----- | --------------------------------------- | ---------------- | --------- | --------- | ------- |
| 2015  | Campeonato Mundial de Atletismo         | Pekín            | 3°        | 100 m     | 10 s 86 |
| 2015  | Liga de Diamante                        | Liga de Diamante | 3°        | 100 m     | ---     |
| 2016  | Campeonato Mundial Pista Cubierta       | Portland         | 6°        | 60 m      | 7 s 14  |
| 2016  | Juegos Olímpicos                        | Río de Janeiro   | 2°        | 100 m     | 10 s 83 |
| 2016  | Juegos Olímpicos                        | Río de Janeiro   | 3°        | 200 m     | 22 s 15 |
| 2016  | Juegos Olímpicos                        | Río de Janeiro   | 1°        | 4 × 100 m | 41.01   |
| 2017  | Campeonato Mundial de Atletismo de 2017 | Londres          | 1°        | 100 m     | 10 s 85 |
| 2017  | Campeonato Mundial de Atletismo de 2017 | Londres          | 1°        | 4 × 100 m | 41.82   |

## Récords personales
Aire libre
- 100 metros – 10.80 segundos (2014 y 2016)
- 200 metros – 21.99 segundos (2016)
- Salto largo – 6.91 metros (2013)
- Triple salto – 12.65 metros (2012)

Bajo techo
- 60 metros – 7.14 segundos (2014)
- Salto largo – 6.95 metros (2014)
- Triple salto – 13.09 metros (2012)